# Hubert Gindert
 (mai 2019).
Si vous disposez d'ouvrages ou d'articles de référence ou si vous connaissez des sites web de qualité traitant du thème abordé ici, merci de compléter l'article en donnant les références utiles à sa vérifiabilité et en les liant à la section « Notes et références ».
Hubert Gindert, né le 12 octobre 1933 à Reisgang, village dépendant de Hettenhausen, est un économiste allemand.

## Biographie

### Carrière
Après son Abitur sanctionnant ses études au lycée de l'abbaye de Scheyern, il étudie l'agronomie à l'université technique de Munich de 1954 à 1957. Il devient en 1959 assistant en sciences économiques agricoles à  l'université techniques de Munich et devient docteur en agronomie en 1961. Il étudie ensuite les sciences politiques de 1969 à 1973 à l'université Louis-et-Maximilien de Munich. Il se présente sans succès aux élections du Bundestag de 1969 pour le parti bavarois.
Hubert Gindert devient ensuite professeur à l'école d'ingénieurs-agronomes de Landsberg am Lech, puis à l'École supérieure de sciences appliquées d'Augsbourg. il prend sa retraite en 1998. Il est marié et a quatre filles.

### Engagement
Hubert Gindert s'est engagé tout au long de sa vie dans diverses organisations catholiques. Il est cofondateur en 1989 des Cercles d'initiatives des laïcs et des prêtres pour le diocèse d'Augsbourg. Il préside de 1990 à 1994 le conseil du diocèse d'Augsbourg. Il était membre du Comité central des catholiques allemands (ZdK) dans la même periode. Depuis 1996, il est rédacteur en chef du mensuel catholique Der Fels (Le Roc).
Il est cofondateur en l'an 2000 du Forum Deutscher Katholiken (Forum des catholiques allemands) fidèle à l'enseignement traditionnel de l'Église.
Hubert Gindert est fait chevalier de l'ordre de Saint-Sylvestre en 2004.